# Dichapetalum nervatum
Dichapetalum nervatum är en tvåhjärtbladig växtart som beskrevs av José Cuatrecasas. Dichapetalum nervatum ingår i släktet Dichapetalum och familjen Dichapetalaceae. Inga underarter finns listade i Catalogue of Life.